# Municipio Tarija
Das Municipio Tarija liegt im Departamento Tarija im südamerikanischen Anden-Staat Bolivien.

## Lage im Nahraum
Das Municipio Tarija ist das einzige Municipio der Provinz Cercado. Es grenzt im Nordwesten an die Provinz Eustaquio Méndez, im Südwesten an die Provinz José María Avilés, im Süden an die Provinz Aniceto Arce und im Osten an die Provinz Burnet O’Connor.

## Geographie
Tarija liegt günstig zwischen den verschiedenen Klimazonen des Landes, am Rande der Anden auf rund 1900 m ü. NN., so dass meist mildes und angenehmes Wetter herrscht. In der Regenzeit zwischen Dezember und Februar (Sommermonate) kommt es häufig zu wolkenbruchartigen Gewittern. Der Rest des Jahres ist ausgesprochen niederschlagsarm (siehe Klimadiagramm Tarija).
Durch die jahrhundertelange Rodung ist die Landschaft erodiert und die Stadt von einer kahlen Bergkette umrahmt. Früher einmal war das Gebiet um Tarija die Getreidekammer Boliviens. Heute besteht der besondere Reichtum der Region im Erdgas.

## Bevölkerung
Die Bevölkerungszahl des Municipio Tarija ist zwischen 1992 und 2024 auf mehr als das Doppelte angestiegen:
| Jahr | Einwohner | Quelle       |
| ---- | --------- | ------------ |
| 1992 | 108.241   | Volkszählung |
| 2001 | 153.457   | Volkszählung |
| 2012 | 205.346   | Volkszählung |
| 2024 | 238.942   | Volkszählung |

Die Bevölkerungsdichte des Municipio bei der Volkszählung von 2024 betrug 116,7 Einwohner/km², der Anteil der städtischen Bevölkerung ist 87,4 Prozent (2012).
Die Lebenserwartung der Neugeborenen lag im Jahr 2001 bei 70,1 Jahren.
Der Alphabetisierungsgrad bei den über 19-Jährigen beträgt 89 Prozent, und zwar 95 Prozent bei Männern und 83 Prozent bei Frauen (2001).

## Politik
Ergebnis der Regionalwahlen (concejales del municipio) vom 4. April 2010:
| Wahl- berechtigte |  | Wahl- beteiligung | gültige Stimmen |  | UNIR   | MAS-IPSP | BI-CO  | CC     | CD-RENACER | V.A.M.O.S. | PDC   |
| ----------------- |  | ----------------- | --------------- |  | ------ | -------- | ------ | ------ | ---------- | ---------- | ----- |
| 123.726           |  | 106.403           | 89.711          |  | 43.402 | 23.230   | 10.615 | 9.027  | 1.657      | 1.013      | 767   |
|                   |  | 86,0 %            | 84,3 %          |  | 48,4 % | 25,9 %   | 11,8 % | 10,1 % | 1,8 %      | 1,1 %      | 0,9 % |

Ergebnis der Regionalwahlen (elecciones de autoridades políticas) vom 7. März 2021:
| Wahl- berechtigte |  | Wahl- beteiligung | gültige Stimmen |  | UNIDOS POR TARIJA | MAS-IPSP | COMUNIDAD POR TODOS | ISA    | MTS    |
| ----------------- |  | ----------------- | --------------- |  | ----------------- | -------- | ------------------- | ------ | ------ |
| 175.873           |  | 148.884           | 139.465         |  | 60.501            | 48.707   | 24.095              | 2.882  | 1.622  |
|                   |  | 84,65 %           | 93,67 %         |  | 43,38 %           | 34,92 %  | 17,28 %             | 2,07 % | 1,16 % |

## Distrikte
Das Municipio hat eine Fläche von 2.047 km² und unterteilt sich in folgende Kantone (cantones):
- 06-0101-01 Kanton Tarija – 7 Ortschaften – 182.323 Einwohner
- 06-0101-02 Kanton Santa Ana – 9 Ortschaften – 2.111 Einwohner
- 06-0101-03 Kanton Tolomosa – 16 Ortschaften – 4.342 Einwohner
- 06-0101-04 Kanton Yesera – 9 Ortschaften – 1.594 Einwohner
- 06-0101-05 Kanton Lazareto – 32 Ortschaften – 7.410 Einwohner
- 06-0101-06 Kanton San Mateo – 18 Ortschaften – 4.876 Einwohner
- 06-0101-07 Kanton Alto España – 3 Ortschaften – 338 Einwohner
- 06-0101-08 Kanton Junacas – 7 Ortschaften – 622 Einwohner
- 06-0101-09 Kanton San Agustín – 14 Ortschaften – 1.724 Einwohner
- 06-0101-11 Kanton Compuerta – 1 Ortschaft – 6 Einwohner

## Ortschaften im Municipio Tarija
- Kanton Tarija
  - Tarija 179.528 Einw. – Portillo 2.197 Einw. – Compuerta 598 Einw.

- Kanton Santa Ana
  - La Pintada 646 Einw. – Santa Ana La Vieja 477 Einw.

- Kanton Tolomosa
  - Tolomosa Grande 936 Einw.

- Kanton Yesera
  - Yesera Norte 442 Einw. – Yesera Centro 363 Einw.

- Kanton Lazareto
  - San Andrés 1593 Einw. – Guerra Huayco 1496 Einw. – Turumayo 1253 Einw. – Lazareto 795 Einw.

- Kanton San Mateo
  - San Mateo 1735 Einw. – Monte Sud 638 Einw. – Monte Centro 308 Einw.

- Kanton Alto España
  - España Sur 174 Einw.

- Kanton Junacas
  - Junacas Sur 107 Einw. – Junacas Norte 66 Einw.

- Kanton San Agustín
  - San Agustín Sur 181 Einw.